# モノクロームの虹
「モノクロームの虹」（モノクロームのにじ）は、1998年4月1日に発売された浜田省吾の29枚目のシングル。

## 概要
2001年8月22日発売15枚目のアルバム『SAVE OUR SHIP』収録テイクとは両曲ともヴァージョンが異なる。
浜田初のマキシシングルで、本作以降のシングルはすべてマキシシングルで発売されている。

## 音楽性
表題曲の「モノクロームの虹」は、1998年4月から始まった4年間に渡るコンサート・ツアー「ON THE ROAD 2001」のテーマソングおよび、PS2用ゲームソフト『OVER THE MONOCHROME RAINBOW featuring SHOGO HAMADA』の主題歌。
バブルのときの儚い夢や挫折、時代の中の虚無感などを象徴している楽曲で、「自分の気持ちの中に希望や想像力があれば、ひとつひとつのものに色をつけていくことができる」というポジティブなイメージが描かれている。また、譜面作りからギター・フレーズまで、すべてを浜田が単独で手掛けている。本人曰く「ラフっぽさが欲しかった」とのこと。
カップリングの「青空」は、1992年に浜田が鬱状態に陥った際、何もせず窓から空や雲などを眺めていたときの心情が綴られている。

## 記録
オリコン初登場5位を記録し、累計13.7万枚を売り上げるヒットとなった。シングルでのトップ5入りは3作目。

## 収録曲
| 全作詞・作曲: 浜田省吾。 |                      |           |            |          |      |
| #                        | タイトル             | 作詞      | 作曲・編曲 | 編曲     | 時間 |
| 1.                       | 「モノクロームの虹」 | 浜田省吾  | 浜田省吾   | 浜田省吾 | 5:03 |
| 2.                       | 「青空」             | 浜田省吾  | 浜田省吾   | 星勝     | 7:32 |
| 合計時間:                | 合計時間:            | 合計時間: | 12:35      |          |      |

## 参加ミュージシャン
| モノクロームの虹 - Drums：大久保敦夫 - Bass & Percussion：岡沢茂 - Keyboards：小島良喜 - Saxophone：古村敏比古 - Guitars, Harmonica & Vocal：浜田省吾 | 青空 - Drums：湊雅史 - Bass：湯川トーベン - Guitars：武沢豊, WADDY WACHTEL - Keyboards：小島良喜 - Synthesizer Operation：石川鉄男 - Strings：DAVID CAMPBELL Group - Vocal Arrangements, Chorus：町支寛二 - Vocal：浜田省吾 |